# Natan Loewenstein
Natan Loewenstein, czasem Natan Löwenstein (ur. 14 lutego 1859 w Buczowicach na Morawach, zm. 21 maja 1929 we Lwowie) – żydowski prawnik, adwokat w Drohobyczu, poseł do Sejmu Krajowego Galicji VII, VIII, IX i X kadencji, Rady Państwa IX i XI kadencji, poseł do Rady Państwa w Wiedniu wybrany w 1911 roku oraz Sejmu Ustawodawczego, członek Klubu Pracy Konstytucyjnej. Działacz polityczny o przekonaniach demokratycznych, jako zwolennik asymilacji Żydów przeciwstawiał się syjonizmowi.

## Życiorys
Był synem  Bernarda rabina we Lwowie i Liny Goldberg. Gimnazjum ukończył we Lwowie, studia prawnicze rozpoczął w Wiedniu, doktorat uzyskał w Krakowie 13 lutego 1884, a następnie kontynuował studia w Lipsku. W 1882 należał do założycieli żydowskiej organizacji Przymierze Braci (Agudas Achim), której celem było propagowanie pełnej asymilacji Żydów w społeczeństwie polskim. Od 1893 jest członkiem Lwowskiej Rady Adwokackiej. W 1894 jako radny miasta współorganizuje Wystawę Krajową we Lwowie, jest inicjatorem uruchomienia w mieście elektrycznych tramwajów. Od 1903 był członkiem Rady Nadzorczej Akcyjnego Banku Hipotecznego we Lwowie, a następnie jej wiceprezesem. Przyczynił się do utworzenia Galicyjskiej Kasy Oszczędności. W latach 1895–1914 był posłem do Sejmu Krajowego Galicji oraz działał jako członek w komisjach administracyjnej, budżetowej, bankowej, podatkowej i prawnej. W latach 1907–1918 był posłem do austriackiej Rady Państwa, członkiem Koła Polskiego oraz komisji finansowej, konstytucyjnej, prawnej i podatkowej. W 1911 w czasie wyborów do Rady Państwa gdy kandydował w Drohobyczu doszło do rozruchów, a interweniujące wojsko zabiło kilkadziesiąt osób. Loewenstein wygrał wybory, lecz został przez Ignacego Daszyńskiego (on też atakował Loewensteina m.in. za pośrednictwo w sprzedaży majoratu rydzyńskiego w ręce niemieckie) i Hermana Diamanda zmuszony do złożenia mandatu, który otrzymał ponownie w wyborach uzupełniających.
Został wybrany przewodniczącym zarządu Koła im. Bernarda Goldmana Towarzystwa Szkoły Ludowej we Lwowie na rok 1908. Przed 1914 był członkiem rady zawiadowczej Pierwszego Galicyjskiego Towarzystwa Akcyjnego Budowy Wagonów i Maszyn w Sanoku.
Za swoją pracę otrzymał od cesarza Franciszka Józefa I z dniem 19 września 1910 nobilitację, a 1 sierpnia 1912 przydomek „Opoka”.
Po wybuchu I wojny światowej należał do Naczelnego Komitetu Narodowego. Był jednym z sześciu obrońców w procesie legionistów w Marmaros-Sziget od czerwca do września 1918.
Jako deputowany galicyjski do parlamentu austriackiego wszedł do Sejmu RP. Po wyborach parlamentarnych w 1922 wycofał się z życia politycznego pozostając do śmierci radnym Lwowa. Uchodził za jednego z najlepszych adwokatów w Galicji wycofał się z czynnego życia zawodowego po obronie Stanisława Streigera, mowa obrończa Natana Loewensteina ukazała się drukiem w 1926 O sprawę Steigera. Żonaty z Marią z Horowitzów pozostawił syna Stanisława (1890-1944) historyka i działacza socjalistycznego. Natan zmarł w wyniku ciężkiej choroby serca, pochowany został na żydowskim cmentarzu we Lwowie.